# 朴晶煥
朴 晶煥（パク・ジョンファン、1977年1月14日 - ）は、韓国の元サッカー選手。ポジションはFW。

## 経歴
慶尚南道居昌郡生まれ。仁川大学校卒業。
2009年よりリーガ・インドネシアのプルシバ・バリクパパンへと移籍し以降リーガ・インドネシアのチームでプレーしている。